# Hodogaya, Yokohama
Hodogaya-ku (保土ケ谷区) là một trong 18 khu thuộc thành phố Yokohama, tỉnh Kanagawa, Nhật Bản.